# Máni

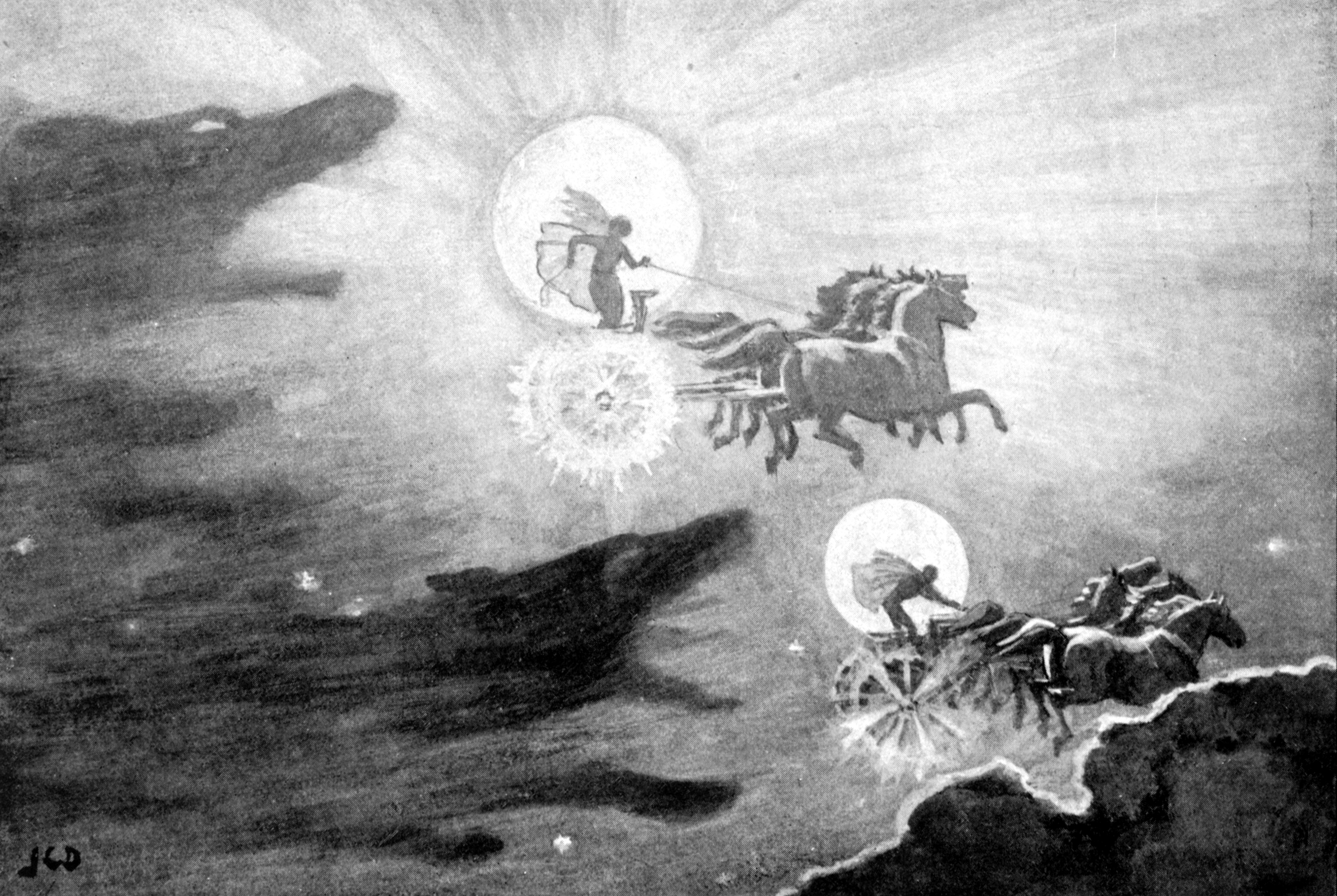
De wolven achtervolgen Sól en Máni

Máni is in de Noordse mythologie de personificatie van de maan. Het Oudnoordse woord máni betekent gewoon "maan".
In het Vafþrúðnismál en in de Gylfaginning is Mundilfari zijn vader en Sól, de zon, zijn zus. Snorri Sturluson vertelt in de Gylfaginning dat de wolf Hati de maan door de hemel jaagt en ten slotte verslindt. De wolf Sköll zal dan de zon (Sól) verslinden.
Asen · Baldr · Bil · Billing · Bragi · Búri · Eir · Fjorgyn · Fosite · Freya · Freyr · Frigg · Fulla · Gefjun · Gerd · Gná · Gullveig · Heimdall/Rig · Hel · Hermod · Hlín · Hnoss · Hodr · Hœnir · Iðunn · Jörd · Lofn · Loki · Máni · Magni · Modi · Nanna · Njördr · Odin · Óðr · Rindr · Sága · Sif · Sigyn · Sjöfn · Skaði · Snotra · Sól · Syn · Thor · Týr · Ullr · Vali · Vár · Vé · Vili · Vidar · Vör · Wanen